# Schloss Wangen an der Aare

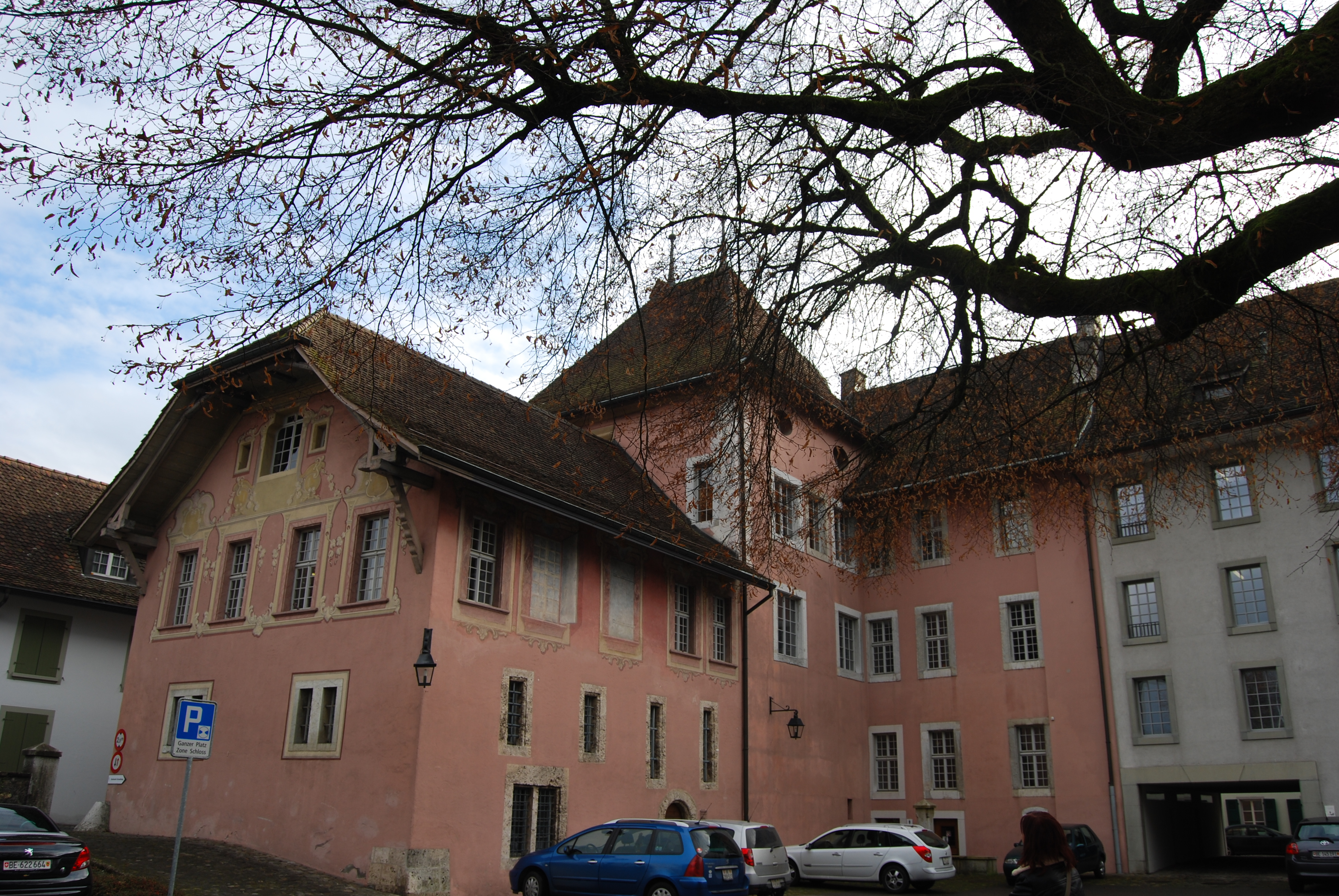
Schloss Wangen

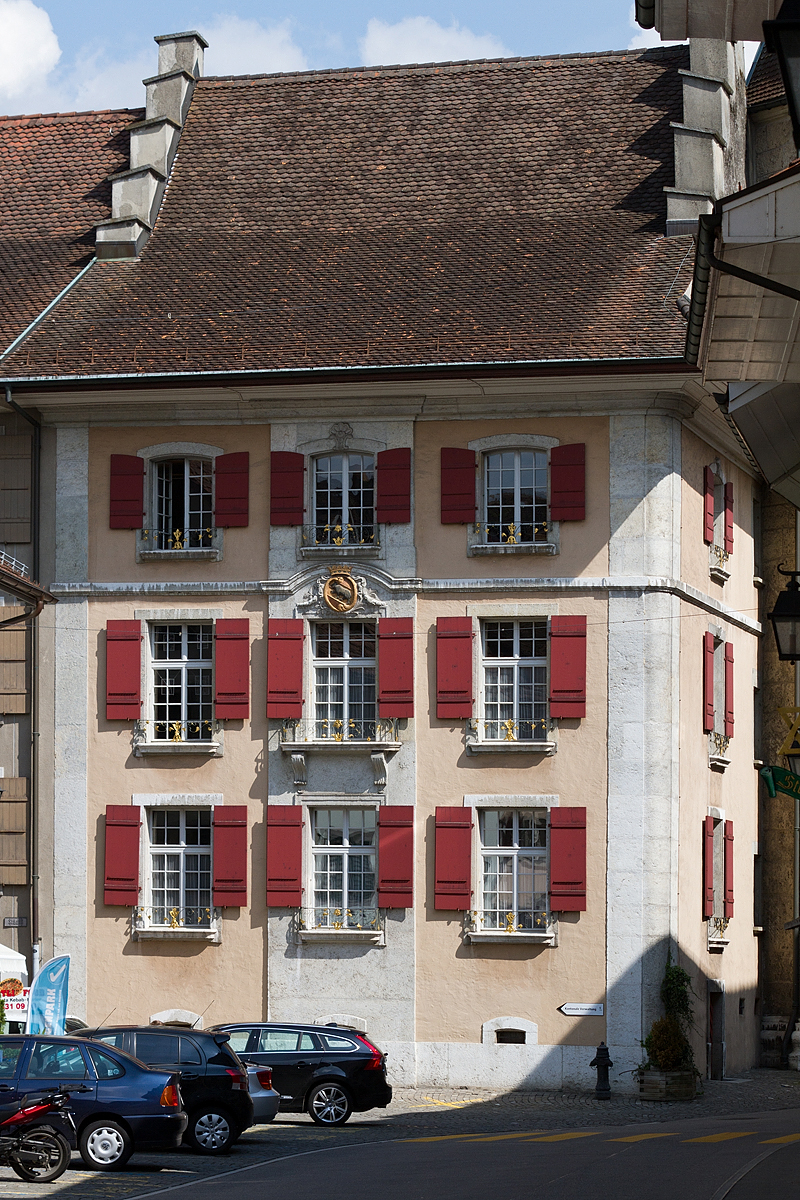
Schloss (Städtli-seits)

Das Schloss Wangen an der Aare ist ein Schloss in der Gemeinde Wangen an der Aare im Kanton Bern.

## Geschichte
Die Burg ist sehr wahrscheinlich im Laufe des 13. Jahrhunderts durch die Kyburger erbaut worden und diente als Vogteischloss und zum Schutz und Kontrolle des wichtigen Aareübergangs und war Zoll- und Etappenort für die Aareschifffahrt.
1313 Hartmann und Eberhard von Kiburg erhielten die Burg und Stadt zu Wangen als Lehen von Herzog Leopold III. von Österreich. 1406 verkauften die Grafen von Kyburg den Ort mit allen Lehen an die Stadt Bern. Bern nutzte das Schloss als Sitz seiner Landvögte bis zum Franzoseneinfall 1798. 1687 wurde das Schloss durch den Landvogt Beat Fischer erheblich umgebaut und erhielt sein heutiges Aussehen. Heute beherbergt das Schloss das Regierungsstatthalteramt.